# Nikita Koloff
Nikita Koloff (nació como Nelson Scott Simpson el 9 de marzo de 1959), es un luchador profesional estadounidense. A lo largo de la década de 1980 y principios de 1990, luchó como "The Russian Nightmare" Nikita Koloff, que era un juego para el apodo favorito de los fanes de "The American Dream" Dusty Rhodes (de hecho, fue Rhodes quien le dio el apodo).
Nikita fue llevado a la National Wrestling Alliance por su "tío" Ivan para probar la superioridad soviética. Su objetivo último era destronar al Campeón del Mundo de NWA, Ric Flair. Una maravilla física, Koloff fue considerado también como el Russian Road Warrior. Él fue mandado de Moscú en la Unión Soviética, y luego de Lituania después de la caída de la Unión Soviética.

## Carrera
Se crio sin conocer a su padre y que aspira a jugar al fútbol profesional. Comenzó a levantar pesas en la escuela secundaria y construyó un cuerpo masivo, con un peso 275 libras (125 kg) con un 6 pies 2 pulgadas (188 cm) del marco.
Él era un graduado de 1977 de la Escuela Superior Robbinsdale donde fue un receptor All-conferencia. Simpson jugó al balompié en Golden Valley Lutheran College antes de transferirse a Moorhead Estado. Simpson sufrió una lesión jugando fútbol, pero rehabilitado para jugar en Moorhead State University, donde sufrió otra lesión conclusión de la carrera.

### Jim Crockett Promotions y World Championship Wrestling (1984–1989)
En 1984, Simpson iba a probar para el USFL Road Warrior Animal, cuando, un luchador profesional de la zona de Minnesota, lo llamó para pedirle que convertirse en un luchador profesional. Simpson decidió seguir con la lucha libre y me dijeron que afeitarse la cabeza calva y se presenta. Jim Crockett, Jr., el promotor de la NWA de Jim Crockett Promotions, nombre Nikita le Koloff, la pesadilla de Rusia, y se asoció con él "tío" Koloff Ivan y Kernodle Don, un estadounidense de transfuguismo. Koloff debutó en 1984 con el entrenamiento sin apenas en el momento y ganó su primer partido en 13 segundos, con el edicto sólo de Crockett es que debe dispararse Koloff contra las cuerdas, que sería despedido en el acto.
Koloff luchó brevemente en Puerto Rico para la WWC y participaron en algunos combates con Hércules Ayala. Regresó con Ivan Koloff en 1986 y se enfrentó a los invasores el 1 y 3 en un espectáculo de gran casa en el Estadio Juan Ramón Loubriel de Bayamón.
Mientras que él aprendió más sobre el deporte en la carretera con Ivan y Kernodle, Koloff fue reservado en los partidos de muy corto hasta que sus habilidades desarrolladas. Durante promos de televisión, Nikita estaba detrás de Iván y Kernodle con los brazos cruzados mientras se las entrevistas. A medida que su capacidad de lucha y habilidades de conversación creció, también lo hizo la duración de sus encuentros y entrevistas. Su mejora negado la necesidad de Kernodle seguir haciendo equipo con Ivan y, poco después, los rusos se convirtió en el traidor de América. Koloff se esforzó para mantener el "mal de Rusia" truco de lo más realista posible. Incluso aprendió algo de ruso y se negó a salir de su carácter, aun cuando fuera de la pista.
Con Kernodle fuera de la foto, el tío Iván introdujo un nuevo compañero llamado Krusher Khruschev. En diciembre de 1984, Jim Crockett otorgado a los rusos con NWA World Seis-Man Tag Team Championship. Tres meses después, el 18 de marzo de 1985, derrotó a Ivan Koloff y Dusty Rhodes y Manny Fernández para ganar el Mundial NWA título de la etiqueta del equipo. Ivan invocó la regla de Freebird que dictó que dos de los tres pudo defender el título. Ivan y Krusher perdieron los títulos de Roll The Rock 'n' Express (Ricky Morton y Robert Gibson) el 9 de julio.
Antes de comprometerse con las promociones de Jim Crocket, el Koloffs peleó con el entonces equipo de la etiqueta AWA campeones del mundo los guerreros de camino, tanto en la AWA y NWA en una serie brutal durante 1985. Uno de sus encuentros fue votado partido del año subcampeón por los lectores de Pro Wrestling Illustrated. La pelea se libró a menudo en los partidos de la cadena de acero jaula de Rusia, con luces apagadas estipulaciones. 'Match cadena "de Rusia, con gruesas cadenas que coincide con la cadena normal, se considera una especialidad Nikita Koloff.
Seguir mejorando, Koloff se convirtió en un talón lo suficientemente grande para un partido contra el campeón del mundo de NWA instinto de Ric en el Great American Bash 1985 el 6 de julio. Koloff perdido a Flair y fue atacado incluso por un aficionado durante el partido, pero él se estableció como una superestrella de la lucha libre. Fue poco después de que el primer evento principal Koloff, que hizo un calor tremendo, que Vince McMahon primero se acercó con una oferta para salir de la NWA de la WWF. McMahon prometió Koloff un impulso inmediato, lo que sugiere ya sea un programa con Tito Santana, en el que iba a ganar el Campeonato Intercontinental, o un programa con Hulk Hogan que culminaría el año siguiente en WrestleMania 2. Nikita lo rechazó, creyendo que el empuje masivo que se había reservado para él en la NWA, es decir, la pelea prevista con Magnum TA, le daría una mayor influencia en el camino para obtener un contrato más lucrativo con McMahon.
El Koloffs pasó a recuperar el título NWA World Tag Team N Express del Rock 'Roll tres meses después, el 13 de octubre, pero lo perdió al mismo rival el 28 de noviembre en Starrcade 1985, en un Steel Cage Match.
En la primavera de 1986, Koloff comenzó uno de los mayores, peleas más esperadas en la historia de las promociones de Jim Crockett cuando atacó a Estados Unidos NWA Heavyweight Champion Magnum TA. A raíz de un incidente en el Magnum éxito en la pantalla NWA presidente Bob Geigel para exigir una disculpa después de TA tuvieron una pelea con Nikita durante la firma de un contrato (que se inició cuando la madre recriminó Koloffs Magnum, que estaba presente), TA fue despojado de su título. Los dos estaban completos, luego de una serie al mejor de siete, que tuvo lugar durante el Great American Bash 1986 gira. El ganador de la serie sería declarado campeón. Koloff y T.A. luchó durante todo el verano, terminando empatados después de seis partidos con un no contest. El partido final tuvo lugar el 17 de agosto y contó con roces por Kruschev e Ivan y varios acabados falsos. Nikita derrotó T.A. para ganar el título.
Al mes siguiente, Koloff derrotó Wahoo McDaniel para unificar su título de EE.UU. con NWA Wahoo Campeonato Nacional de peso pesado el 28 de septiembre. Se estaba preparando para embarcarse en una pelea con Ron Garvin que durará hasta el próximo Starrcade 1986. La idea de la cabeza booker Dusty Rhodes fue para Koloff para reavivar su pelea con Magnum TA al año siguiente. El plan requería T.A. para derrotar a Ric Flair por el campeonato del mundo de NWA en Starrcade 86, después de un breve programa de revanchas con Flair, TA comenzará un programa largo con Koloff que pasaba por el Tour Great American Bash de 1987. A partir de principios de octubre, Rodas no ha decidido si dará Koloff el título en algún momento durante la pelea.
En octubre de 1986, Magnum T.A. estuvo involucrado en un accidente automovilístico acababa con la carrera. Dusty Rhodes vio la oportunidad de alternar. El primer ministro soviético Mikhail Gorbachov había ido creciendo en popularidad en todo el país con su reforma de la política de Glasnost y Perestroika. La era de mal talones ruso se acercaba a su fin. Rhodes decidió la huelga mientras el hierro estaba caliente, la reserva Koloff para convertirse en una cara y su mejor aliado en contra de los cuatro jinetes. El momento histórico tuvo lugar el 24 de octubre en Charlotte, Carolina del Norte. Rhodes necesitaba un socio para asumir Ole Anderson y James J. Dillon en un partido de la jaula. Los fanes en Charlotte comenzó cuando Koloff entró en la jaula para ayudar a Rhodes. Esta noche Koloff establecido como una de las caras de la NWA.
Inmediatamente después de su vuelta la cara, Koloff reanudó su búsqueda de la NWA Título de Ric Flair Mundial y estuvo muy cerca de ganarlo en varias ocasiones. Cuatro jinetes de Flair compañeros le rescataron casi todo el tiempo. Los dos lucharon en una doble descalificación en Starrcade '86 el 26 de noviembre. Después de StarrCade, Koloff se estableció firmemente como una de las estrellas más populares de la NWA, que lo convirtió en un objetivo aún más atractivo para Vince McMahon. Su primera oferta de haber sido reprendido, McMahon hizo una oferta de servicios Koloff que empequeñecido sus ganancias de Jim Crockett. Esta vez, sin embargo, McMahon no podía darle el título Intercontinental de la WWF (el cual fue prometido ya a Ricky Steamboat, ni podía darle el evento WrestleMania III principal con Hulk Hogan (que sería su confrontación histórica con André el Gigante). Lugar McMahon sólo podía ofrecer Koloff un programa con Jake "The Snake" Roberts y la promesa de un gran impulso. Koloff volvió a negarse.
A lo largo de los primeros meses de 1987, Koloff continuó defendiendo el título de los Estados Unidos contra los miembros de los cuatro jinetes del Ejército y Paul Jones, que ahora se incluyen "Uncle" Ivan. En marzo, como parte de su pelea en curso con Ivan y Dick Murdoch, el cuello Koloff fue "herido" por un brainbuster Murdoch en el piso de concreto. El 11 de abril, Koloff y Dusty Rhodes ganó el segundo anual de Jim Crockett, Sr. Memorial Torneo de la Copa Tag Team, derrotando al equipo de los cuatro jinetes del Tully Blanchard y Lex Luger en la final.
A medida que el 1987 Great American Bash gira se puso en marcha, la pelea entre Koloff, Rodas, los guerreros de camino, y Pablo Ellering contra los cuatro jinetes y JJ Dillon fue reservado como la pieza central. La gira comenzó y terminó con dos partidos revolucionarios creados por Rhodes, conocido como Juegos de Guerra: El más allá del partido. El equipo de los superpoderes y la Legion of Doom salió victorioso en ambos concursos.
Asimismo, durante los juegos de guerra, Flair y Blanchard reaggravated Koloff lesiones del cuello mediante la entrega de dos martinetes pico. La lesión trabajado configurar el pretexto para abandonar el título de EE.UU. a Lex Luger. El 11 de julio de 1987 Koloff ante Luger en un combate de jaula de acero y fue derrotado después de ser golpeado con una silla. Esto puso fin al reinado Koloff de casi 11 meses, que sigue en pie hoy en día como el cuarto más largo reinado de EE.UU. en la historia de más de 33 años del título. Dusty Rhodes reservado Koloff a recuperarse rápidamente, ganando el Mundial NWA campeonato de la televisión de Tully Blanchard el 27 de agosto.
En el otoño de 1987, Jim Crockett Promotions adquirió Universal de Bill Watts Wrestling Federation. Dusty Rhodes decidió que los miembros de la lista UWF para retener y el mejor uso de la infusión de nuevos talentos que ahora tenía acceso en forma exclusiva, a partir de un programa de promoción cruzada entre NWA Television Champion Koloff y UWF Television Champion, Terry Taylor. La disputa comenzó cuando Taylor, junto a sus compañeros de Hot Stuff International, Inc. - Eddie Gilbert y Rick Steiner-Koloff atacado y le robaron su cinturón de campeón. Koloff y Taylor estaban reservadas a enfrentarse en un combate de unificación en Starrcade '87, pero Koloff prometió conseguir el cinturón de TV de nuevo antes del partido. Durante una TBS World Championship Wrestling emisión que conduce a lo que sería la primera incursión de Jim Crockett en pay-per-view, Taylor y Gilbert saltó Koloff vez, batiendo hasta dejarlo inconsciente, y cubriendo su versión del título de TV a través de su cuerpo inerte. El 26 de noviembre, Koloff y Taylor se enfrentaron en lo que sería el único NWA / UWF combate de unificación en el UIC Pavilion en Chicago. Frente a su primer pago por visión audiencia, Nikita se convirtió en el campeón indiscutible de la televisión al derrotar a Taylor el 26 de noviembre. Él todavía tiene el cinturón de UWF como un trofeo de la noche.
Koloff perdió el título NWA TV para Mike Rotunda del Varsity Club el 30 de enero de 1988. Durante este período, Koloff había alterado su apariencia un tanto, dejando algo de masa muscular (Koloff ha admitido a la bicicleta dentro y fuera de esteroides anabólicos durante su carrera) y cada vez el pelo en un pelo rapado. Se le dio el evento principal de singles cuando luchó NWA World Champion Ric Flair en la final del Torneo Sr. Jim Crockett Memorial equipo de la Copa Tag. Koloff instinto derrotó por descalificación por lo que el título fue conservado por Flair. Luego perdió a Barry Windham en la final del torneo por el vacante Campeonato de los Estados Unidos NWA, antes de comenzar una pelea con el Al Pérez y trabajo en equipo con Sting a la pelea con los Cuatro Jinetes. Durante el año, se cambió legalmente su nombre por el de 'Nikita S. Koloff.
En el otoño de 1988, Koloff estaba perdiendo rápidamente el interés en la lucha libre profesional, debido a razones personales. Su esposa Mandy se estaba muriendo de la enfermedad de Hodgkins, falleciendo en 1989. Después de Iván, se entregó la cara cuando el mánager Paul Jones iba en contra de él, Koloff ayudado brevemente Ivan contra los secuaces de Jones, los asesinos rusos enmascarados, y luego se tomó un año sabático el 27 de noviembre. Un enfrentamiento reservado en Starrcade '88, en diciembre fue de enfrentar a Iván y Koloff contra los asesinos rusos. Koloff salida resultó en la sustitución de Junkyard Dog para él como compañero Iván. Los asesinos rusos victoriosos.
Con el tiempo, Koloff retrocedió en el negocio a tiempo parcial. Regresó a la WCW / NWA como árbitro invitado especial en WrestleWar 89 en el partido por el Campeonato NWA World Tag Team entre los guerreros de camino y Mike Rotunda y el "Doctor Muerte", Steve Williams. Rotonda y Williams fueron descalificados para atacar Koloff, y luego despojado de los títulos.

### American Wrestling Association y Universal Wrestling Federation (1989–1990)
A finales de 1989, Koloff luchaba por AWA Verne Gagne en su país natal, Minnesota. La promoción estaba en su ocaso y teniendo en cuenta la estatura de Nikita, Nikita Gagne posición para desafiar a continuación, AWA World Heavyweight Champion Larry Zbyszko casi de inmediato. Koloff luchó en la AWA para el resto del año y la primera mitad de 1990, encabezando numerosas emisiones de televisión y las guerras Twin 90, el último evento importante de la AWA en Gagne. Koloff también luchó brevemente en "Universal Wrestling Federation, donde se reavivó una pelea con« Planta Abrams Tío Ivan.

### World Championship Wrestling (1991–1992)
Koloff regresó a la WCW el 24 de febrero de 1991 a WrestleWar ataque Lex Luger. Afirmó que Luger robó el título de él en 1987 y que lo quería de vuelta. Luger le había robado el título (que era un talón de entonces), pero ahora Koloff fue el talón. Fue tras Luger para los próximos dos meses, y en SuperBrawl de 1991, sobre 19 de mayo de Sting golpeó accidentalmente con una cadena durante un partido entre TagTeam Luger, Sting y los Hermanos Steiner, a partir de su pelea siguiente. Koloff derrotó a Sting en un partido de la cadena rusa en The Great American Bash el 14 de julio. La pelea continuó hasta agosto, pero antes de que el programa terminó, Koloff desapareció de nuevo para ejecutar su gimnasio, "Fortaleza de Nikita de Fitness", en Concord, Carolina del Norte.
Koloff regresó a la WCW en febrero de 1992, esta vez como face para salvar a Sting de un ataque de la Alianza peligrosas. Explicó en programas sindicados de la WCW que vio el error de atacar a Sting. Iba tras Lex Luger y Sting accidentalmente puso en el camino. Debido a la explicación, los fanes estaban felices de verlo regresar. Koloff se unió a Sting y su equipo (incluyendo Ricky Steamboat, Barry Windham, y Dustin Rhodes) contra Rick Rude, Steve Austin, Arn Anderson, Larry Zbyszko, y Bobby Eaton en los Juegos de guerra en WrestleWar 92 el 17 de mayo. Koloff se ha reservado en un programa con Rick Rude para la WCW Campeonato de Estados Unidos de peso pesado. A finales de 1992 lo encontró peleando con otro hombre grande, Big Van Vader, que en Halloween Havoc, terminó en el ring Koloff la carrera con una cuerda rígida en la cabeza. El golpe resultó en un disco herniado en el cuello de Nikita. Además de la lesión en el cuello, Koloff sufrió una hernia al intentar slam Vader.

## Retiro
Koloff se convirtió en un cristiano nacido de nuevo en 1993 y comenzó a viajar por todo el mundo con su ministerio. También dirige su propia promoción de lucha libre pequeño, la Declaración Universal Wrestling Alliance UWA como una extensión de su ministerio.
Hizo algunas apariciones de NWA: TNA en el 2003 como un hombre enmascarado llamado "Mr. Wrestling IV" que atacaron a Dusty Rhodes. Finalmente desenmascarado, pero terminó ayudando a Rhodes contra el Deportes Entretenimiento Xtreme estable.
El 15 de julio de 2006, Koloff recibió el Premio Frank Gotch de la George Tragos / Lou Thesz la lucha libre profesional del Salón de la Fama en el Instituto Internacional de Lucha Libre y el Museo de Newton, Iowa para contribuir a la imagen pública positiva de la lucha libre.

## Otros medios
Koloff ha escrito dos libros: Rompiendo las Cadenas (ISBN 1-57090-107-4) en el año 2000, que es una guía de vida cristiana y lucha con éxito (ISBN 0-471-48732-5) en 2004 junto con Jeffrey Gitomer, que es una guía para el pensamiento positivo en situaciones de la vida. También escribió un libro acerca de luchadores cristianos: Lucha con Dios, de 2001, por Chad Bonham. Koloff también apareció en un episodio de la gente más divertida de Estados Unidos en el que su hija ganó el gran premio de 10.000 dólares.

## Vida personal
Su esposa, Mandy, murió de cáncer a principios de 1989. En su funeral se encontró con su vieja amiga y futura esposa, Victoria. Se casaron el 17 de agosto de 1990. La pareja tuvo dos hijas, Kendra, quien nació en junio de 1992, y Kolby, que nació en mayo de 1996, mientras que Victoria tuvo dos hijas (Teryn y Tawni) a partir de su relación anterior. Nikita y Victoria se divorciaron el 23 de abril de 2007.
Koloff cambió legalmente su nombre por el de Nikita Koloff en 1988.
Nikita también pasa tiempo con un grupo llamado www.fellowshipofthesword.com. Nikita es su represenative Costa Este.

## En lucha
- Movimientos finales
  - Russian Sickle (Lariat)

- Movimientos de firma
  - Bearhug
  - Jaw clutch

- Managers
  - Ivan Koloff
  - Pedro Biaggi
  - Nikita Koloff

## Campeonatos y logros
- Jim Crockett Promotions

- NWA National Heavyweight Championship (1 vez)1
- NWA United States Heavyweight Championship (1 vez)
- NWA World Six-Man Tag Team Championship (1 vez) – con Ivan Koloff & Krusher Khruschev, luego con Koloff & Baron Von Raschke después que Kruschev fue herido.
- NWA World Tag Team Championship (Mid-Atlantic version) (2 veces) – con Ivan Koloff
- NWA World Television Championship (1 vez)
- UWF World Television Championship (1 vez)2
- Jim Crockett, Sr. Memorial Cup Tag Team Tournament (1987) con Dusty Rhodes

- National Wrestling Alliance
  - NWA Hall of Fame (2008)

- Pro Wrestling Illustrated

- PWI Feud of the Year (1987) con Dusty Rhodes & The Road Warriors vs. The Four Horsemen
- PWI Most Inspirational Wrestler of the Year (1987)
- Situado en el N° 17 en los PWI 500 de 1992
- Situado en el N° 64 en los tag team PWI 100 con Ivan Koloff de 2003.
- Situado en el N° 113 en los PWI 500 de 2003

- Wrestling Observer Newsletter awards
  - 5 Star Match (1992) con Dustin Rhodes, Sting, Ricky Steamboat, & Barry Windham vs. Rick Rude, Steve Austin, Arn Anderson, Bobby Eaton, & Larry Zbyszko (17 de mayo, WarGames match, WrestleWar)

1Koloff defeated Wahoo McDaniel to unify the title with the NWA United States Heavyweight Championship. The title was also won after Georgia Championship Wrestling was purchased by Jim Crockett Promotions.

2Koloff defeated Terry Taylor to unify the title with the NWA World Television Championship. The title was also won after Bill Watts' Universal Wrestling Federation promotion was purchased by Jim Crockett Promotions.